# Ishii Keiichi
Ishii Keiichi (石井 啓一 (Thạch Tĩnh Khải Nhất)/ いしい けいいち  sinh ngày 20 tháng 3 năm 1958) là một cựu quan chức ngành xây dựng (1981-1992) và là chính trị gia người Nhật Bản hiện đang giữ chức Chủ tịch Đảng Công minh từ năm 2024. Ông cũng là Nghị viên Chúng Nghị viện từ năm 1993. Ông được bổ nhiệm làm Bộ trưởng Đất đai, Hạ tầng, Giao thông và Du lịch trong Nội các Abe từ năm 2015 đến năm 2019. Ông thôi làm bộ trưởng vào ngày 11 tháng 9 năm 2019 và sau đó được bổ nhiệm làm Tổng thư ký của Đảng Công minh vào ngày 27 tháng 9 năm 2020. Ông trở thành Chủ tịch của đảng này, kế nhiệm Yamaguchi Natsuo vào ngày 28 tháng 9 năm 2024.